# Tarabostes (formație)
Tarabostes a fost o formație de muzică rock întemeiată în anul 1969 la Sighișoara. Numele formației este inspirat de denumirea dată de romani aristocraților geto-daci.

## Componență
- Adrian Ivanițchi – chitară, orgă electronică, voce
- Emil „Puiu” Curpen – chitară
- Gunter Schotsch – chitară bas, voce
- Richard Bieltz – baterie
- Vasile Contraș – chitară (invitat)